# Cyrtandra compressa
Cyrtandra compressa är en tvåhjärtbladig växtart som beskrevs av Charles Baron Clarke. Cyrtandra compressa ingår i släktet Cyrtandra och familjen Gesneriaceae. Inga underarter finns listade i Catalogue of Life.